# Mim emmascarat
El mim emmascarat (Cinclocerthia gutturalis) és un ocell de la família dels mímids (Mimidae).

## Hàbitat i distribució
Habita la selva pluvial, vegetació secundària i boscos oberts a les Antilles Menors, a Martinica i Saint Lucia.